# Tratto bianco
Tratto bianco è un dipinto a olio su tela (98x80 cm) realizzato nel 1920 dal pittore Vasilij Kandinskij.
È conservato nel Museum Ludwig di Colonia.